# Chartres-de-Bretagne
Chartres-de-Bretagne (tiếng Breton: Karnod, Gallo: Chartr) là một xã của tỉnh Ille-et-Vilaine, thuộc vùng Bretagne, miền tây bắc nước Pháp.

## Dân số
Người dân ở Chartres-de-Bretagne được gọi là Chartrains.
Theo điều tra dân số năm 1999, xã này có số dân là 6.467 người.